# Manuel Críspulo González
Don Manuel Críspulo González, I marchese di Bonanza (Jerez de la Frontera, 10 giugno 1846 – Jerez de la Frontera, 16 ottobre 1933) è stato un imprenditore spagnolo.

## Biografia
Era il quinto di nove figli di Manuel María González, fondatore del vino e sherry bodega González Byass, e di sua moglie, Victoriana Soto. Al momento della nascita di Manuel, la famiglia González era già considerata tra le più ricche della città. Studiò al St. Edward's College. In seguito viaggiò ad altri posti in Europa per concludere la sua educazione e perfezionare il suo inglese e francese.

## Carriera
Dopo aver completato gli studi, González tornò in Spagna e divenne direttore dell'azienda di famiglia. Sotto il suo controllo, insieme al fratello, la società si ingrandì ulteriormente, anche con la produzione di grappa e liquori. Fu creato il logo per l'etichetta Tio Pepe. A parte il suo lavoro alla González Byass, Manuel Críspulo González era membro della commissione organizzatrice della seconda regione del corpo paramilitare dei somatén, un orologio civile, istituito da Miguel Primo de Rivera nel 1920.
A Jerez de la Frontera ha fondato l'Accademia Filarmonica e l'Accademia delle Belle Arti di Santo Domingo. Era un patrono della Scuola di arti applicate e mestieri nella stessa città. Egli ha anche donato i soldi per un dipinto della Battaglia di Clavijo per la chiesa di Santiago a Jerez de la Frontera. Inoltre finanziò e donò soldi per la linea ferroviaria di la Sierra nel 1901. Sulle proprie terre aveva fatto costruire il centro termale di San Telmo, un luogo visitato dalla gente del posto e da persone provenienti da tutta la Spagna. Una sala del complesso era stata dedicata per i locali che non potevano permettersi trattamenti terapeutici e i soldati della guarnigione militare di Jerez de la Frontera.
Donò terre a Sanlúcar de Barrameda ai soldati feriti delle guerre a Cuba e Filippine.
Fu nominato Marchese di Bonanza, il 6 febbraio 1902 dalla regina reggente Maria Cristina d'Austria.

## Matrimonio
Sposò, il 30 novembre 1870, María Josefa de Ágreda (12 aprile 1852-?), figlia di Diego de Ágreda. Ebbero sette figli:
- Manuel Francisco González (4 luglio 1873);
- Diego Luis González (13 giugno 1878-14 luglio 1901);
- María Josefa González (8 aprile 1877);
- Petra González (26 novembre 1878-10 aprile 1921);
- José Luis González (30 marzo 1881-1940);
- Isabel González (19 novembre 1883-?);
- María de los Angeles González (23 novembre 1884-25 gennaio 1922).